# Битка код Нансија
Битка код Нансија (енгл. Battle of Nancy), била је последња, одлучујућа битка Бургундских ратова. Завршена је победом Швајцараца и смрћу бургундског војводе Карла Смелог.

## Позадина
Тврђава Нанси била је од 13. века престоница војводства Лорена. Карло Смели, војвода Бургундије, заузео га је 26. новембра 1475, али после његовог пораза код Муртена ослободили су га Лорењани, 6. октобра 1476. Карло га је 21. октобра поново опсео, јер му је секао територијалну везу с његовим поседима у Низоземској. Ангажовао је 10.000 људи и напао град са две стране. Лоренски војвода Рене II, није га сачекао, већ је отишао Швајцарцима да од њих затражи помоћ. Дозволом швајцарских кантона, заврбовао је 7.000-8.000 људи, којима су се касније придружили контингенти из Алзаса и Лорена, нешто Француза и Аустријанаца, у свему 12-14.000, по некима 20.000, од чега 3.000-4.000 коњаника. 

## Битка
Рене је с војском стигао пред Нанси првих дана јануара 1477. Карло није хтео да напусти опсаду града, који је био пред падом. Оставио је пред њим слабу осматрачку завесу, а главнину поставио на положај јужно од града иза потока Жарвил (Jarville), местимично обраслог шипражјем. Десно крило наслонио је на шуму Сори (Saurupt), а лево на реку Мерту. Са тог положаја није се могло одступити. Половина његових коњаника је сјахала да би ојачала редове пешака, а другу половину поставио је на крила. Пред фронт је ппоставио артиљерију и стрелце.
Рене је 5. јануара напао у три групе: док је заштитница демонстрирала пред фронтом, главнина (Gewalthaufen) је кроз шуму Сори обухватала десно крило Бургунђана, а претходница је упућена на њихово лево крило дуж реке. Снежна мећава прикривала је покрет нападача.
Нападнуто изненада са бока, Карлово лево крило разбијено је после храброг, али неуспелог противнапада бургундских коњаника. Убрзо је разбијена и пешадија на центру. Ту је погинуо и Карло. Пошто није стигао да обрне фронт, артиљерија није дејствовала.

## Последице
Пораз Бургунђана био је потпун. Савремене хронике говоре о 3.000-7.000 погинулих Бургунђана, а другој страни придају свега 30 погинулих, што је обострано претерано. Битком код Нансија срушено је Војводство Бургундија као самостална држава.